# West Bromwich
West Bromwich je město v anglickém hrabství West Midlands, ležící 8 km severozápadně od Birminghamu. Město má okolo 75 000 obyvatel (včetně předměstí více než 130 000).

## Historie
V majetkovém soupisu Domesday Book z roku 1086 je uváděna vesnice Bromwic (janovcová ves), později byl k názvu připojen přídomek West (západní) pro odlišení od nedalekého Castle Bromwich. Od 12. století zde existoval benediktinský klášter. V původně zemědělské obci obklopené lesy se od 16. století začala těžit železná ruda a rozvíjela se výroba hřebíků a dalšího kovového zboží. Poloha města v centru hornické a industriální oblasti Black Country vedla k rychlému růstu počtu obyvatel, v 19. století se rozvíjel zejména zbrojní průmysl, později se West Bromwich stal největším britským producentem ocelových pružin: ještě v šedesátých letech 20. století je zde zaznamenáno přes třicet podniků zaměřených na tento artikl. Za druhé světové války město utrpělo německými nálety na průmyslová zařízení, známými jako Birmingham Blitz. Navzdory útlumu těžkého průmyslu, který začal v 70. letech a vedl k tomu, že procento nezaměstnaných ve West Bromwichi patří k nejvyšším v zemi, je město stále významným hospodářským centrem a dopravním uzlem, z něhož vychází dálnice M5 motorway, jeho heslem je Labor omnia vincit (Práce vítězí nade vším).

## Správní členění
Město je rozděleno na dva volební obvody, West Bromwich West a West Bromwich East. Městské části jsou: Carters Green, Charlemont, Charlemont Farm, Grove Vale, Great Barr, Greets Green, Hill Top, Hateley, Heath Lyng, Millfields, Newton, Sandwell Valley, Stone Cross, Swan Village, Tantany a Yew Tree Estate.

## Významná místa
Ve městě se nachází památkově chráněná novogotická radnice z roku 1875, bývalé panské sídlo vybudované technikou hrázdění ve 13. století, další historická budova Oak House sloužící jako muzeum a hodinová věž pojmenovaná po bývalém starostovi Reubenu Farleym. Věřícím slouží anglikánský kostel Všech svatých, katolický kostel svatého Michaela, mešita Jami Masjid a hinduistický chrám Shree Krishna Mandir. Na místním hřbitově byl roku 2008 odhalen Pauper Memorial, první britský pomník připomínající chudé lidi pohřbené bez náhrobního kamene. Ve městě se nachází pět středních škol a vysoká škola Sandwell College, nemocnice a moderní kulturní a nákupní středisko The Public. Chráněnými přírodními územími jsou Sot's Hole Local Nature Reserve a lesopark Holly Wood Nature Reserve ve čtvrti Great Barr.

## Sport
Na východním okraji města leží stadión The Hawthorns z roku 1900, kde hraje své domácí zápasy fotbalový klub West Bromwich Albion FC, zakládající člen anglické fotbalové ligy, mistr země v roce 1920 a pětinásobný vítěz FA Cupu.

## Rodáci
- Robert Plant, zpěvák
- Ian Hill, hudebník
- Denise Lewisová, atletka